# Tropidechis sadlieri
Tropidechis sadlieri là một loài rắn trong họ Rắn hổ. Loài này được Hoser mô tả khoa học đầu tiên năm 2003.